# Euxoa spumata
Euxoa spumata är en fjärilsart som beskrevs av Mcdunnough 1940. Euxoa spumata ingår i släktet Euxoa och familjen nattflyn. Inga underarter finns listade i Catalogue of Life.